# Ödön Lechner
Ödön Lechner (Pest, 27 agosto 1845 – Budapest, 10 giugno 1914) è stato un architetto ungherese, soprannominato il "Gaudí ungherese".
Lechner fu uno dei principali rappresentanti del movimento di secessione nell'arte ungherese (chiamato szecesszió in ungherese), che era legato all'Art Nouveau e allo Jugendstil nel resto d'Europa. Decorò i suoi edifici con i motivi di piastrelle Zsolnay ispirati all'antica arte popolare magiara e turca. I magiari erano una popolazione che proveniva da est, il che spiega l'apparenza simil orientale degli edifici di Lechner. Egli combinò tutto ciò con l'utilizzo di materiali moderni per quell'epoca, come ad esempio il ferro.
La sua opera è stata candidata nel 2008 per l'inclusione nel patrimonio dell'umanità.

## Biografia
Lechner nacque e studiò architettura a Pest e successivamente, dal 1866, sotto Karl Bötticher all'Accademia Schinkel di Berlino. Dopo aver terminato i suoi studi a Berlino, Lechner partì per un viaggio di un anno e studiò in Italia. Nel 1869 entrò in società con Gyula Pártos e lo studio di architettura ricevette un flusso costante di commissioni durante il boom degli anni 1870, con la costruzione degli edifici monumentali lungo il ring di Pest. Gli appalti ricevuti dai partner erano principalmente appartamenti in cui Lechner lavorava secondo lo stile storicista prevalente, attingendo alle influenze neoclassiche di Berlino e del Rinascimento italiano.
Nel 1875 la moglie di Lechner morì, non molto tempo dopo il loro matrimonio. Lechner cessò le sue attività con la società e andò a Parigi, dove tra il 1875 e il 1878 lavorò sotto Clement Parent. In tale periodo Lechner si familiarizzò con l'emergente stile Art Nouveau. Ha partecipato alla progettazione e al rinnovamento di sette castelli. Dal 1879 torna a lavorare come prima in Ungheria e dopo un viaggio a Londra tra il 1889 e il 1890 il suo stile si allontana dallo storicismo per abbracciare le tendenze più moderne dell'epoca. Lechner ha concluso la società con Pártos nel 1896 e ha ricevuto meno commissioni come architetto indipendente. Nel 1906 pubblicò un riassunto delle sue opinioni sulla rivista Művészet. L'ultimo appalto di Lechner fu per la casa di Gyula Vermes nel quinto distretto di Budapest nel 1910-1911.

### Stile secessionista ungherese
Lechner mirava a formare uno stile nazionale, utilizzando motivi dell'arte popolare ungherese nella decorazione dei suoi edifici e incorporando elementi architettonici di culture orientali come la Persia. Anche il cambio di direzione e le forme curve lo distinguono dallo stile della Secessione viennese. Una svolta significativa nella sua carriera arrivò con un collegamento con la società di Vilmos Zsolnay e Lechner iniziò a utilizzare piastrelle in terracotta nei suoi progetti. Questo nuovo uso di materiali moderni è esemplificato nella casa d'affari Thonet a Budapest, Váci utca (1889) con la sua struttura in acciaio e la facciata ricoperta di terrecotte Zsolnay. L'apice del lavoro di Lechner è rappresentato dalla Cassa di risparmio postale (attualmente la sede della Banca nazionale d'Ungheria) che fu completata nel 1901. L'orgia di colori e forme dell'edificio si basa su influenze art nouveau e sullo stile europeo emergente a sua volta del secolo, idee che si sposano con motivi ungheresi e forme orientali per creare uno stile unico. Lo stile ha avuto molti aderenti e critici. Doveva essere visto dalle generazioni successive di architetti come una pietra di paragone.

## Opere
- 1882 Municipio di Seghedino, insieme con Gyula Pártos
- 1882–84 Edificio dei pensionati della ferrovia ungherese (Palazzo Drechsler), Budapest, insieme con Pártos
- 1885–86 Municipio di Nagybecskerek, Regno d'Ungheria (attuale Serbia), insieme con Pártos
- 1891–97 Chiesa di San Ladislao (Szent László-plébániatemplom), Kőbánya, Budapest
- 1893 Municipio di Kecskemét, insieme con Gyula Pártos
- 1896 Museo d'arte applicata, Budapest
- 1896–99 Istituto Geologico, Budapest
- 1899–1902 Edificio della Cassa di Risparmio Postale (Postatakarékpénztár), Budapest
- 1903 Tomba della famiglia Schmidl, Kozma utcai izraelita temető, Budapest, insieme con Béla Lajta
- 1906–08 "Kráľovského katolíckeho gymnázia" a Bratislava, Regno d'Ungheria (attuale Slovacchia)
- 1909–12 Chiesa di San Ladislao a South Norwalk, Connecticut, USA
- 1907–13 Chiesa di Sant'Elisabetta (Chiesa Blu) a Bratislava
- 1914–1915 Liceo San Ladislao di Kőbánya, Budapest

## Galleria d'immagini

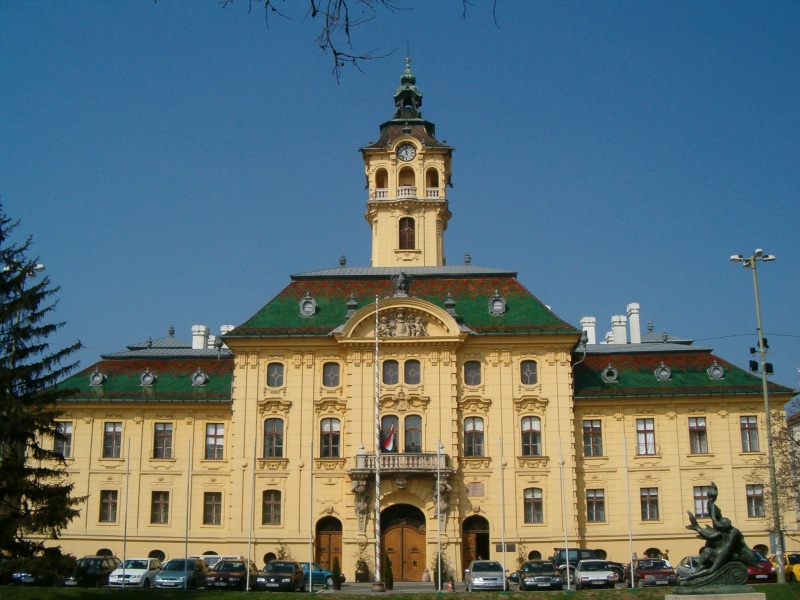
Municipio di Seghedino (1882–83)
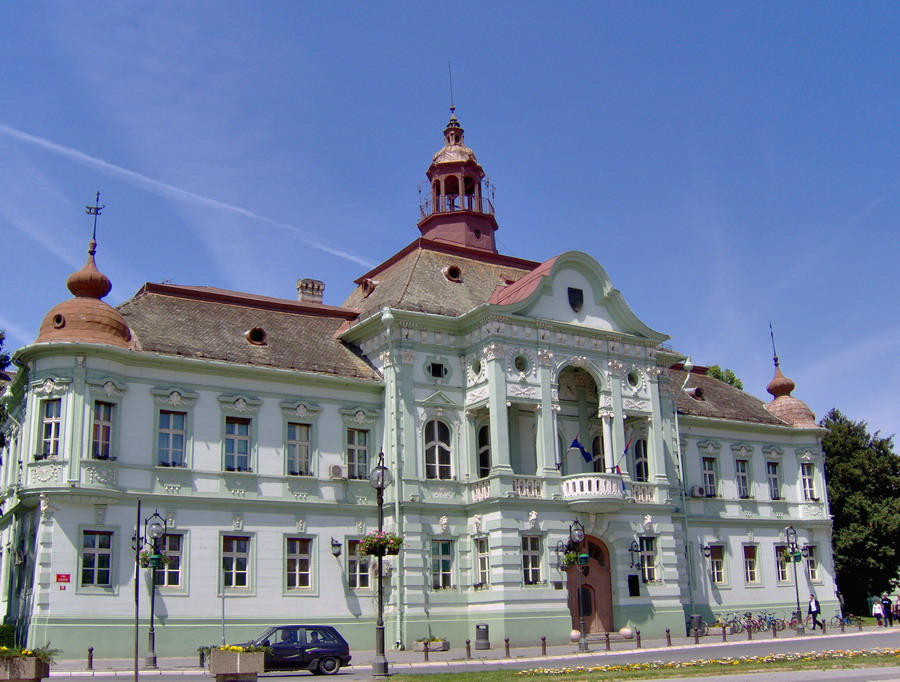
Municipio di Zrenjanin, attuale Serbia (1885–86)
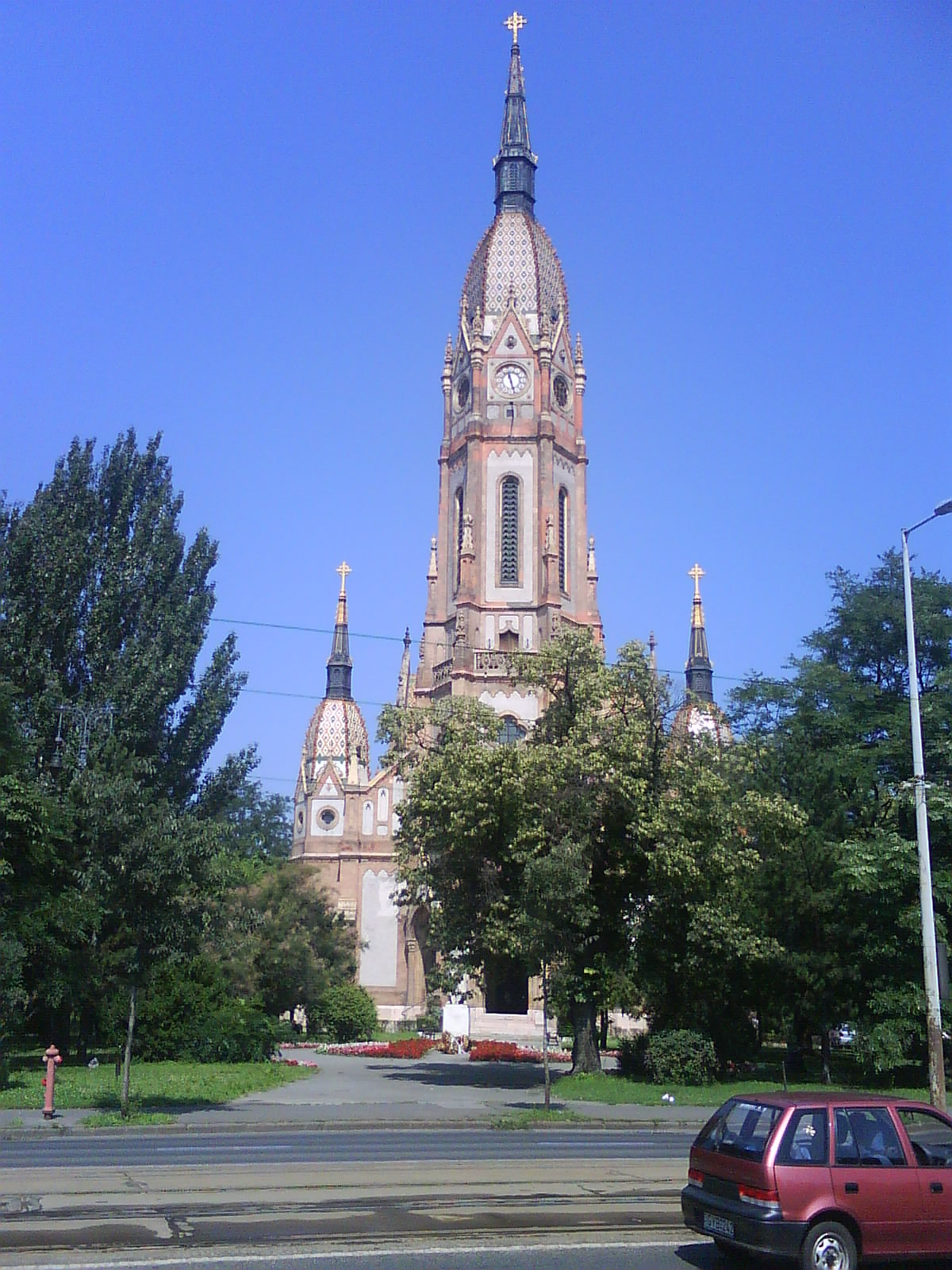
Chiesa di San Ladislao a Kőbánya (1891–96)
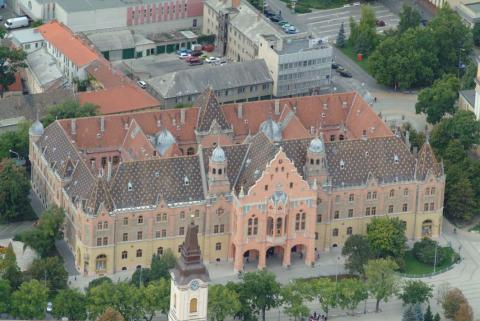
Municipio di Kecskemét (1892–94)
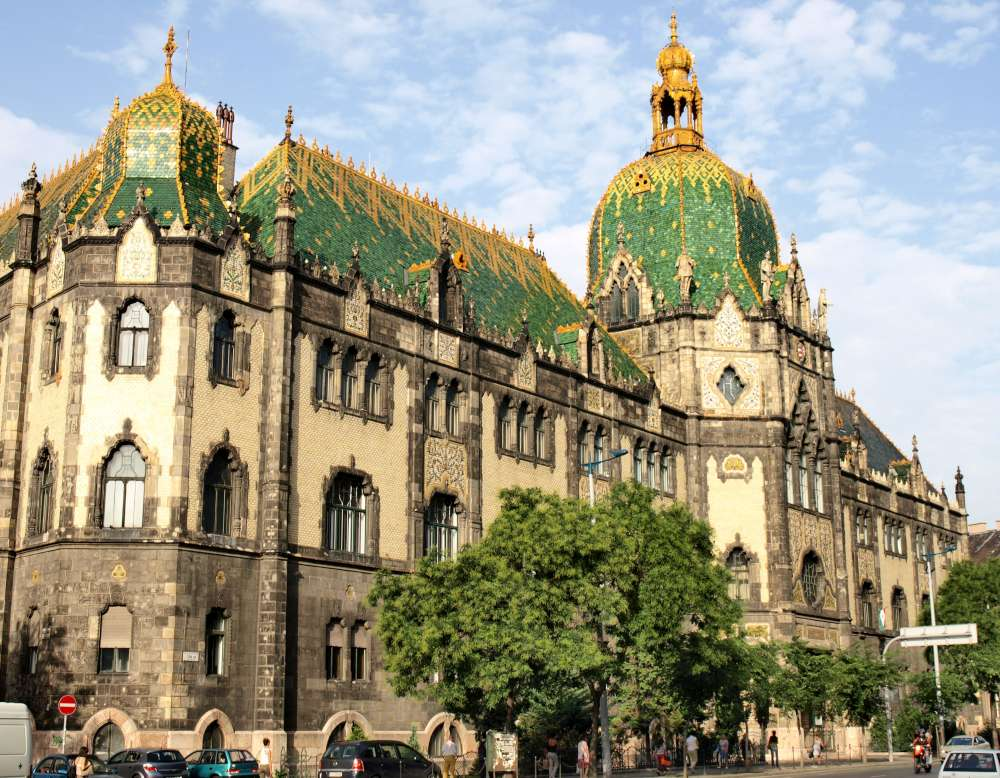
Museo d'arte applicata, Budapest (1893–96)
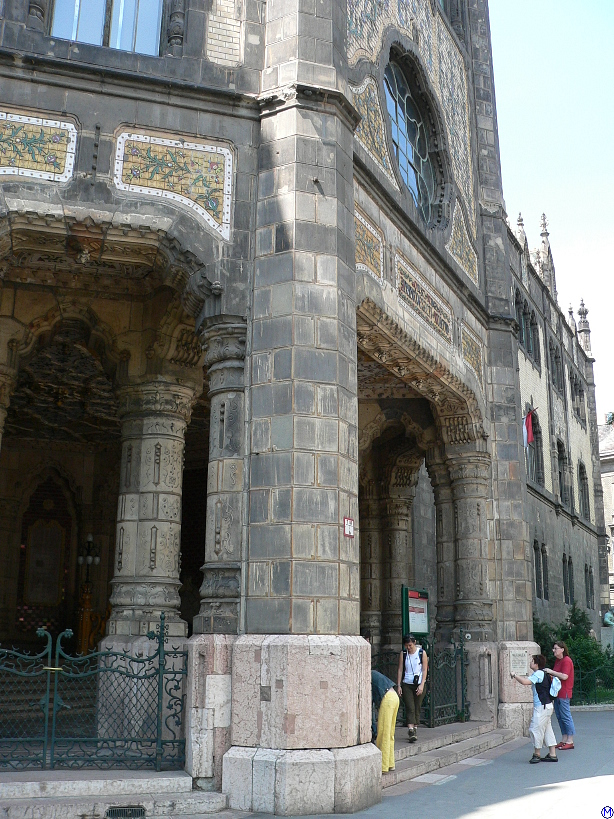
L'entrata del museo
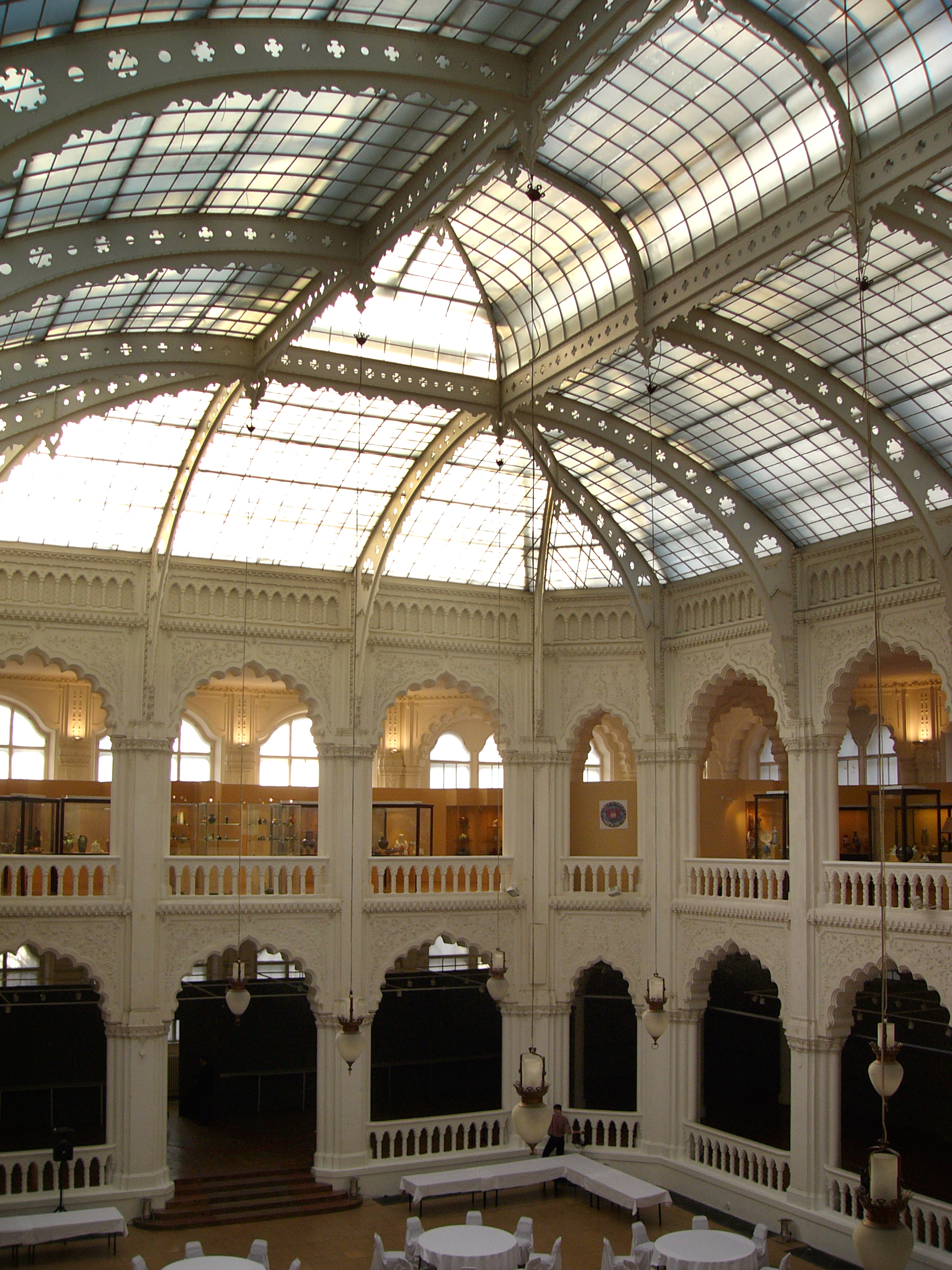
L'aula del museo
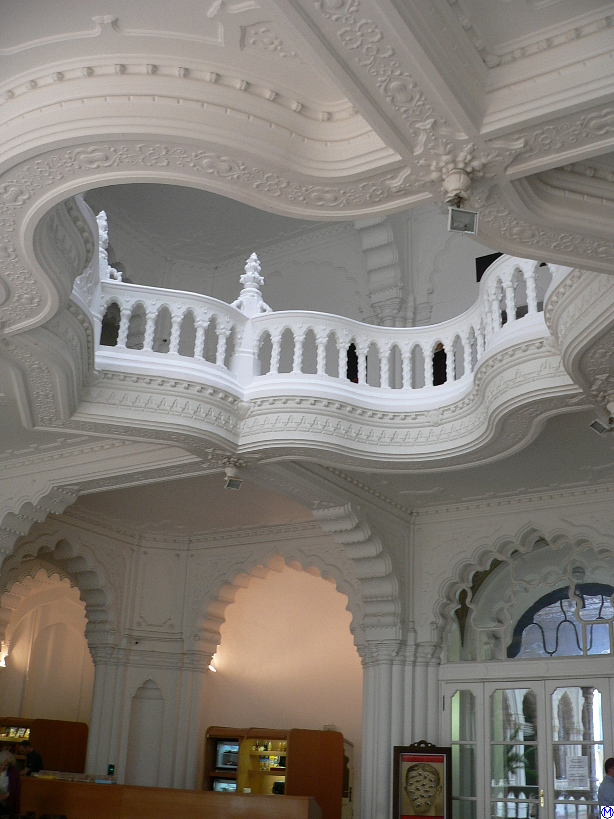
L'aula del museo
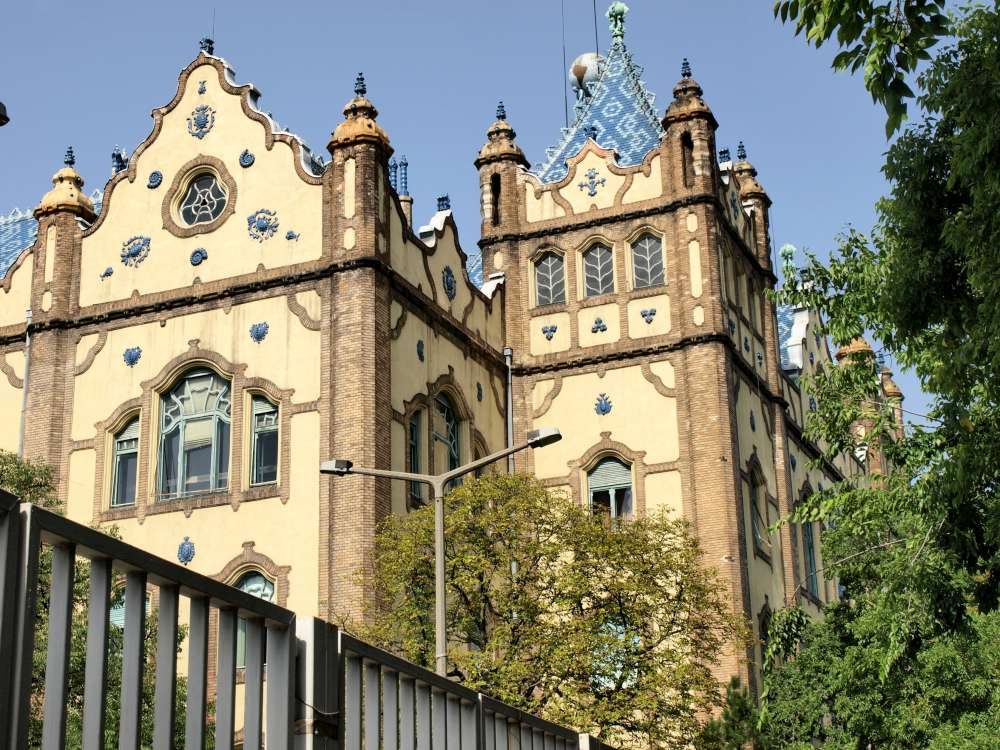
Museo Geologico, Budapest (1896–99)
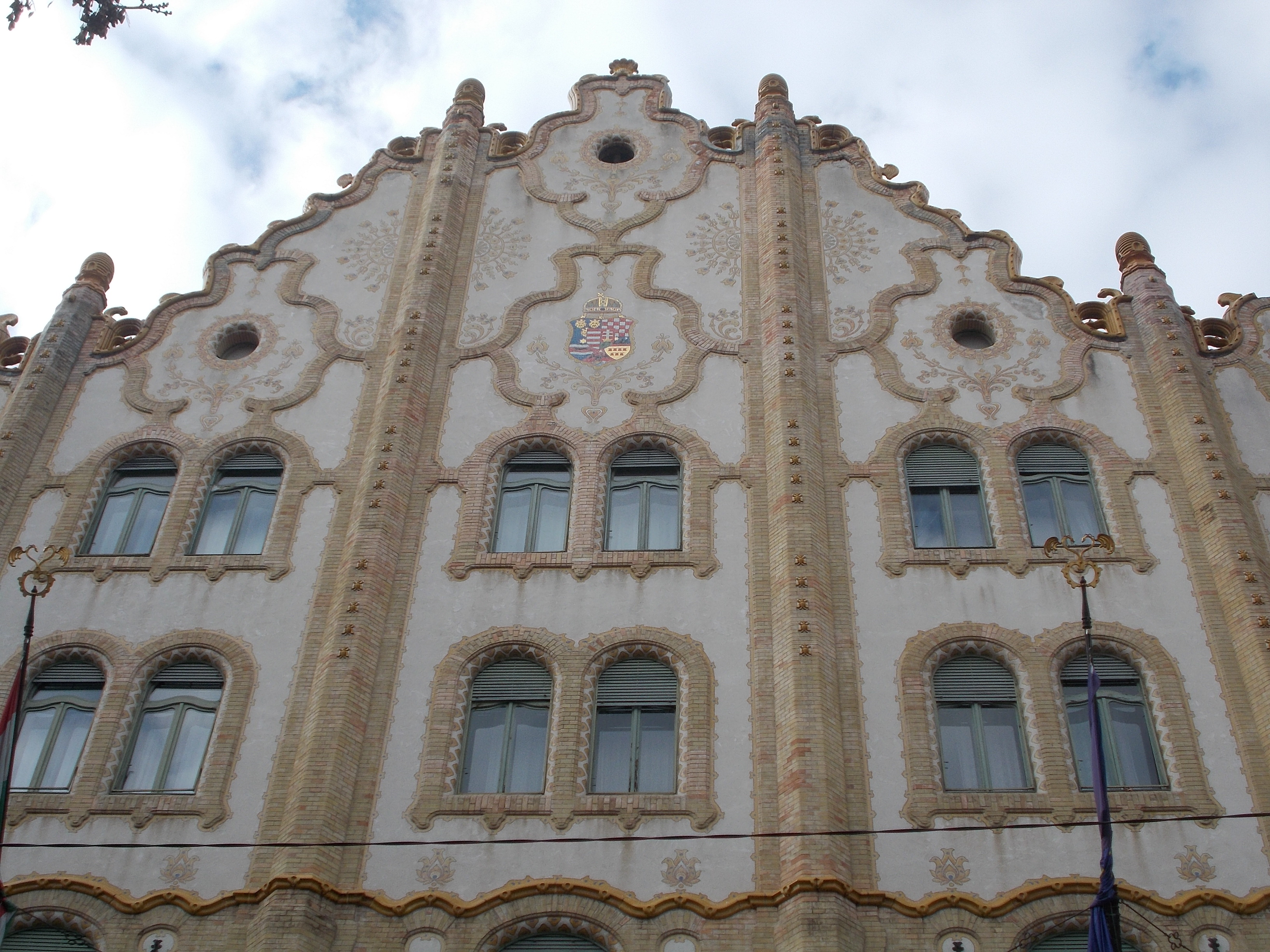
Cassa di risparmio (Budapest) (1899–1902)
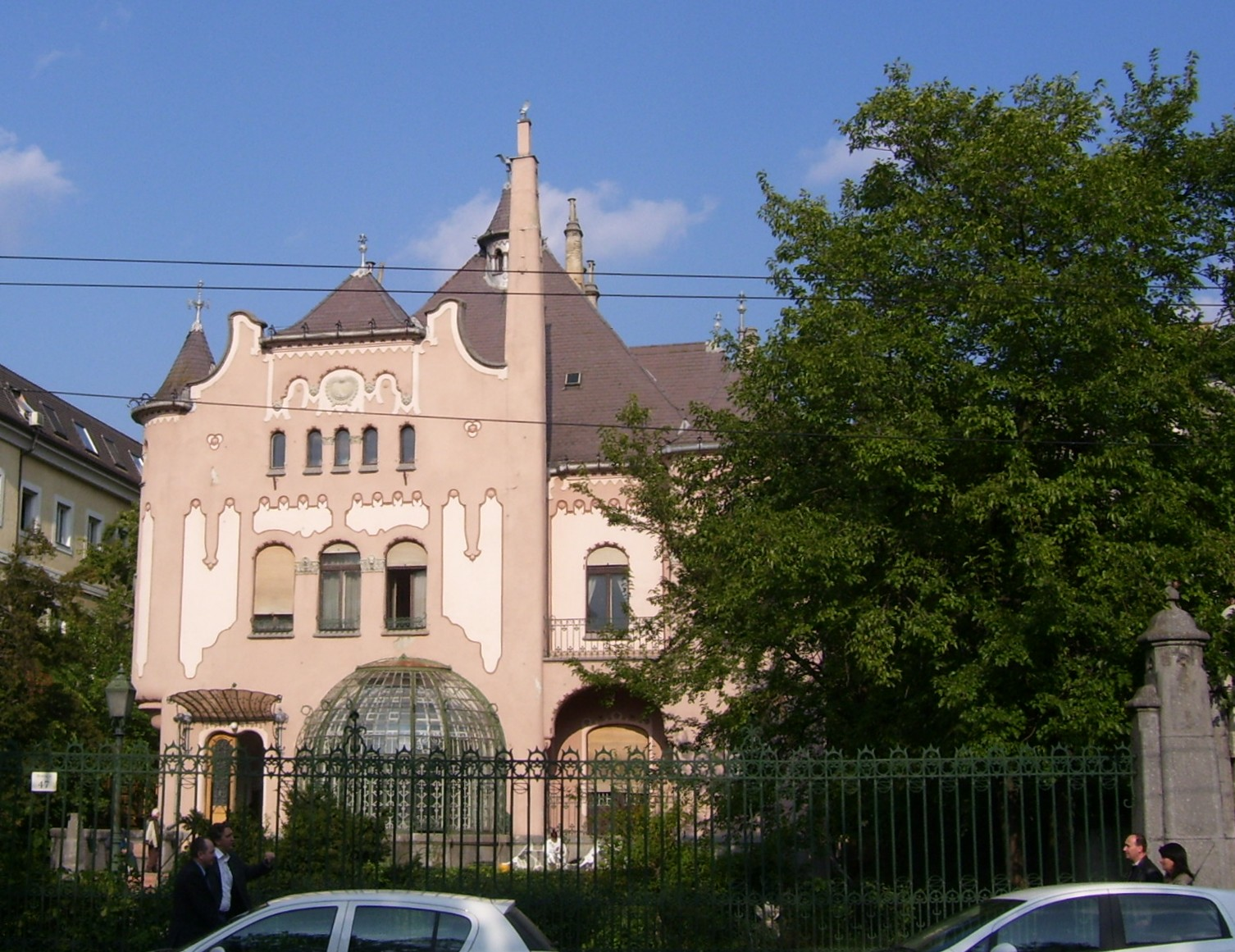
Villa, Budapest XIV. Via Hermina 47 (1905)
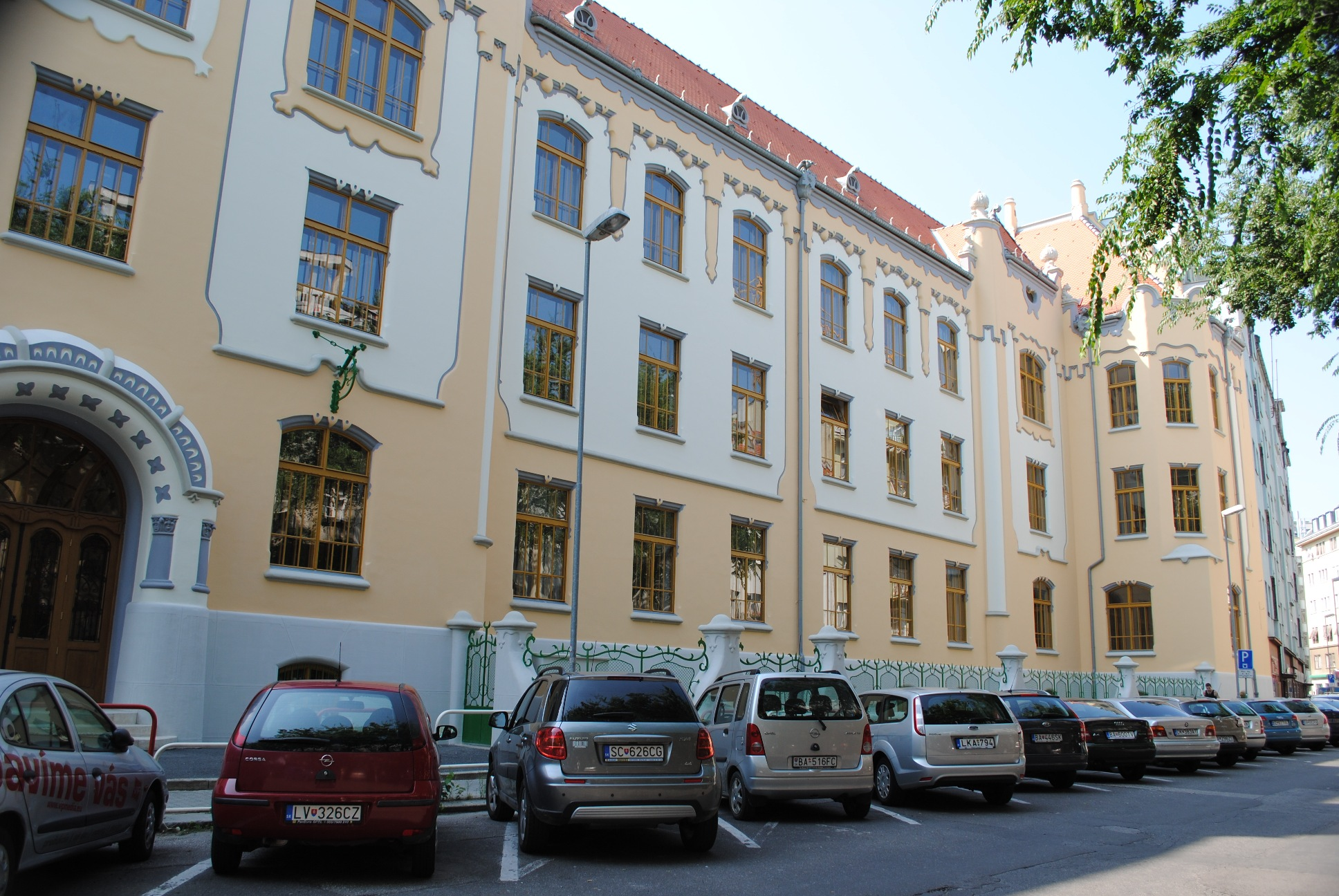
Gymnázium Grösslingová a Bratislava (1906–08)
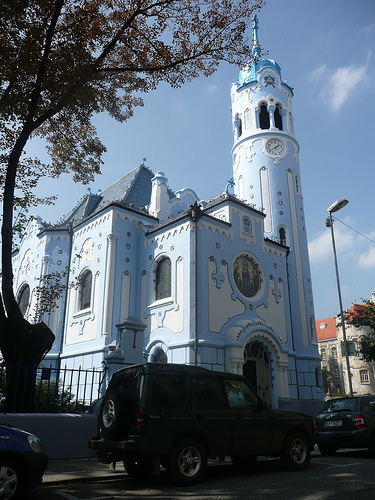
Chiesa Blu di Pozsony (attuale Bratislava, Slovacchia) (1907–13)
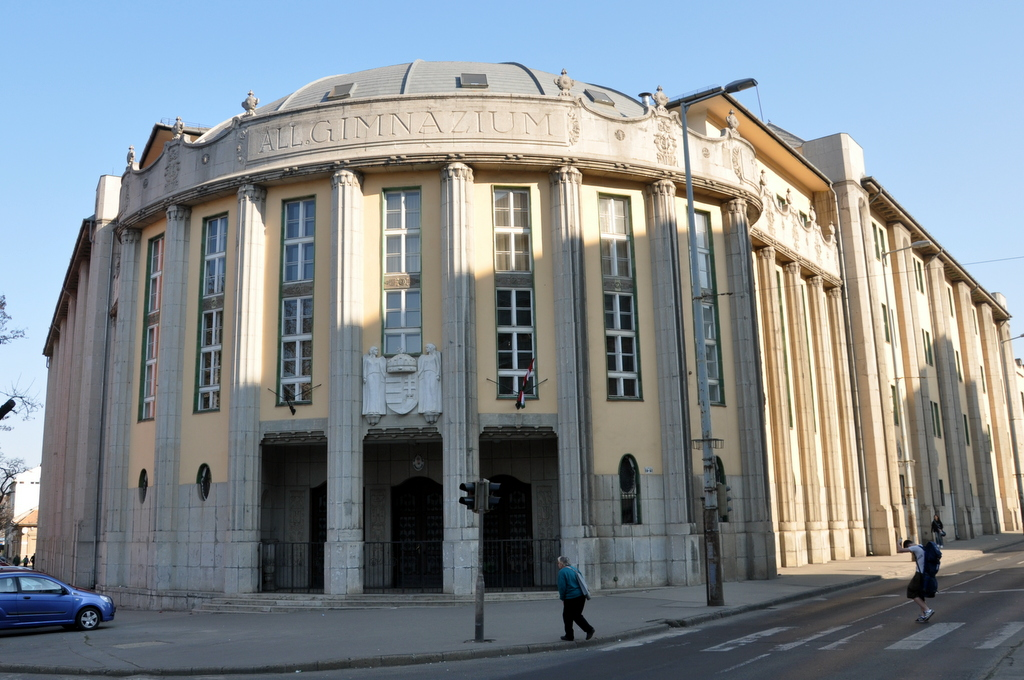
Liceo San Ladislao di Kőbánya, Budapest (1914–1915)